# مزرعه حاج عزیز نعیمی
مزرعه حاج عزیز نعیمی یک منطقهٔ مسکونی در ایران است که در دهستان میامی (میامی) واقع شده‌است. مزرعه حاج عزیز نعیمی ۱۵ نفر جمعیت دارد.